# Iosafat Gundius
Iosafat Iwanowicz Gundius (ur. 20 września 1844, zm. 27 października 1880 w Jałcie) – rosyjski architekt polskiego pochodzenia.

## Życiorys
Po ukończeniu gimnazjum realnego w Białymstoku w 1859 wyjechał do Petersburga i studiował na Petersburskim Instytucie Technologicznym na wydziale architektonicznym. Naukę ukończył z wyróżnieniem w 1865 uzyskując tytuł inżyniera-architekta X klasy.
Od 1866 mieszkał w Odessie, gdzie pracował w biurze budowlanym barona von Ungern-Sternberga. Był zaangażowany w projektowanie linii kolejowej na odcinku Rozdilna-Tyraspol, Tyraspol-Kiszyniów, Kiszyniów-Jassy.
Wykonywał badania nad uwarunkowaniami dla budowy Kolei Fastowskiej, od 1875 był głównym dyrektorem służb remontowych infrastruktury kolejowej. Trzy lata później powierzono mu stanowisko głównego inżyniera budowy Południowo-Zachodniej Linii Kolejowej. Poza służbą państwową prowadził prywatną praktykę architektoniczną. Zmarł w Jałcie w 1880.